# Newport-on-Tay
Newport-on-Tay ist eine Stadt in der schottischen Council Area Fife. Sie liegt am Ufer des Firth of Tay gegenüber von Dundee etwa zwölf Kilometer nordwestlich von St Andrews.

## Geschichte
Die Stadt entstand als Landeplatz einer Fähre von Dundee über den Firth of Tay, die mindestens seit dem 12. Jahrhundert verkehrte. Newport wuchs mit dem Bau eines neuen Hafens im Jahre 1820. Das von Thomas Telford konzipierte Bauwerk erleichterte den Verkehr in das nahe und florierende Dundee. Auf dem zunächst als New Dundee bezeichneten Gebiet siedelten sich in den folgenden Jahrzehnten pendelnde Arbeiter aus den Fabriken von Dundee an und die Ortschaft wuchs zunehmend. So betrug die Einwohnerzahl im Jahre 1841 noch 241, während sie sich bis 1891 auf 2548 beinahe verzehnfachte. Im Jahre 2011 verzeichnete die Stadt 4243 Einwohner.

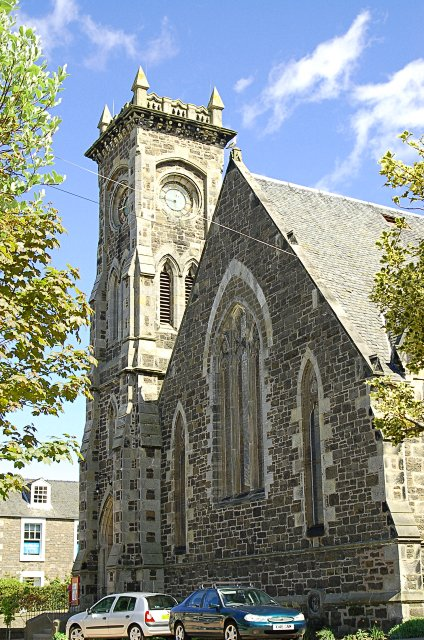
Kirche in Newport
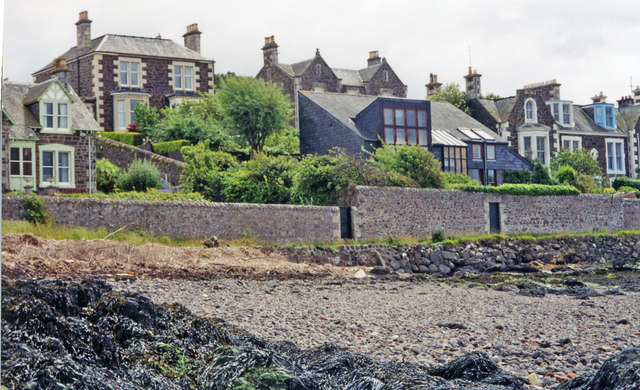
Strand von Newport
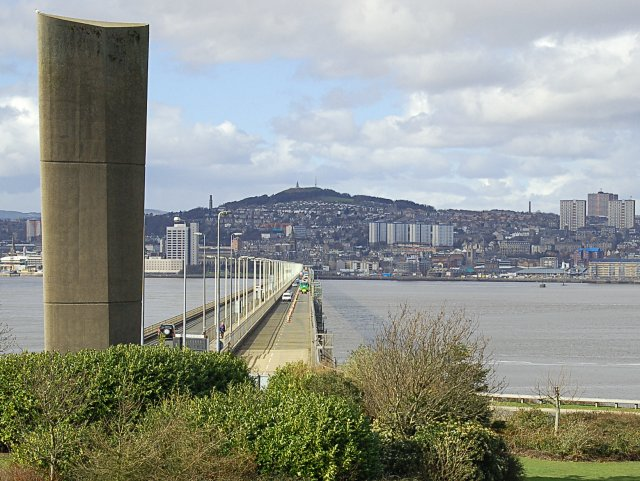
Die Tay Road Bridge nach Dundee

## Verkehr

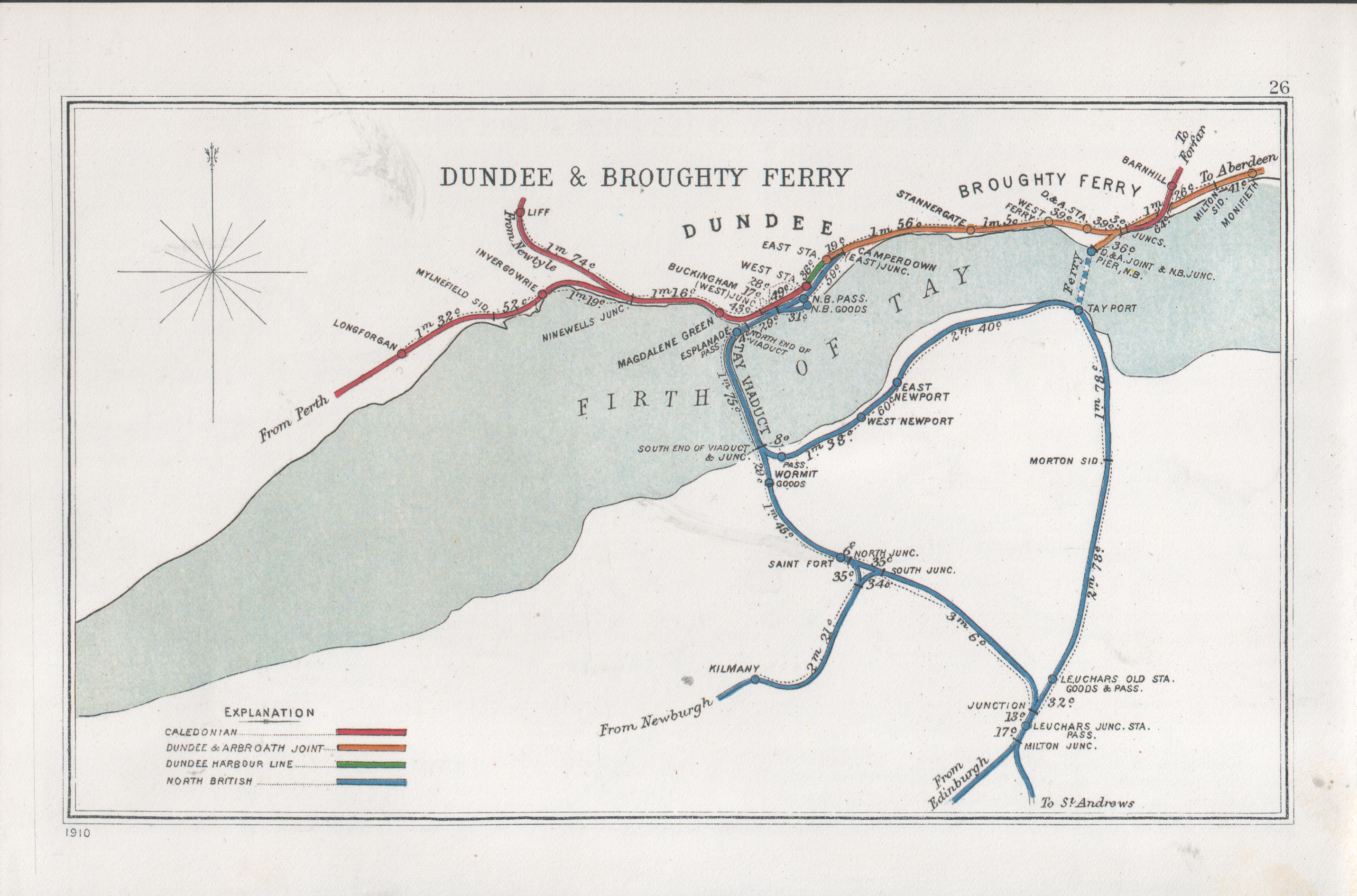
Streckenplan aus den 1910er Jahren

Westlich von Newport-on-Tay wurde 1877 die Firth-of-Tay-Brücke fertiggestellt. Von Newport aus verkehrten regelmäßig Züge unter anderem nach Dundee. 1879 kollabierte die Brücke in einem Sturm, wobei 75 Personen starben. Mit dem Bau einer neuen Brücke wurde einige Jahre später begonnen. Sie wurde 1887 fertiggestellt. Im Jahre 1966 wurde mit der Tay Road Bridge eine Straßenbrücke zwischen Newport und Dundee eröffnet. Über diese verläuft die A92 aus Dunfermline kommend über Glenrothes in das Stadtzentrum von Dundee und dann weiter nach Montrose und Stonehaven. Die Bahnstrecke über Newport wurde zwischenzeitlich außer Dienst gestellt.

## Persönlichkeiten
- Philip Fleming (1889–1971), Ruderer